# EXO
EXO（エクソ、朝: 엑소）は、SMエンタテインメント（以下SM）所属の男性アイドルグループ。2012年4月8日韓国と中国でデビュー。2015年11月4日、シングル「Love Me Right 〜romantic universe〜」で日本デビュー。
同グループのユニットEXO-CBXについては個別ページを参照。

## 概要
グループ名は、太陽系外惑星を意味するExoplanetからモチーフを得ており「未知の世界から来た新たなスター」というコンセプトのもと、各メンバーは超能力を持っている。
EXO-KのKはKorean、EXO-MのMはMandarin（中国標準語）、EXO-LのLはLoveの略。アルファベットのKとMの間あるLはEXO-KとEXO-Mを応援する全てのファンを意味する。
フルアルバムの売上は7枚全て100万枚を超えており、2017年にクワドラプルミリオンセラーの達成およびゴールデンディスク賞、ソウル歌謡大賞、Mnet Asian Music Awardsでそれぞれ歴代初の大賞4連覇を記録した。

## メンバー

### 現メンバー
| 顔写真一覧 | 芸名       | 芸名     | 芸名   | 本名               | 本名   | 本名   | 生年月日               | 出身地             | ポジション                     | 架空設定能力            | 背番号 | 所属ユニット         | 備考                   |
| 顔写真一覧 | カナ       | 英語     | 韓国語 | カナ               | 韓国語 | 中国語 | 生年月日               | 出身地             | ポジション                     | 架空設定能力            | 背番号 | 所属ユニット         | 備考                   |
| ---------- | ---------- | -------- | ------ | ------------------ | ------ | ------ | ---------------------- | ------------------ | ------------------------------ | ----------------------- | ------ | -------------------- | ---------------------- |
|            | シウミン   | XIUMIN   | 시우민 | キム・ミンソク     | 김민석 | 金珉錫 | 1990年3月26日（35歳）  | 韓国京畿道九里市   | サブボーカル、サブラッパー     | 氷結(frost)             | 99     | EXO-M EXO-CBX        | 最年長                 |
|            | スホ       | SUHO     | 수호   | キム・ジュンミョン | 김준면 | 金俊勉 | 1991年5月22日（34歳）  | 韓国ソウル特別市   | リードボーカル                 | 水(water)               | 1      | EXO-K                | EXOおよびEXO-Kリーダー |
|            | レイ       | LAY      | 레이   | チャン・イーシン   | 장이씽 | 張芸興 | 1991年10月7日（33歳）  | 中国湖南省長沙市   | メインダンサー、リードボーカル | 治癒(healing)           | 10     | EXO-M                |                        |
|            | ベクヒョン | BAEKHYUN | 백현   | ビョン・ベクヒョン | 변백현 | 邊伯賢 | 1992年5月6日（33歳）   | 韓国京畿道富川市   | メインボーカル                 | 光(light)               | 4      | EXO-K EXO-CBX SuperM |                        |
|            | チェン     | CHEN     | 첸     | キム・ジョンデ     | 김종대 | 金鐘大 | 1992年9月21日（32歳）  | 韓国京畿道始興市   | メインボーカル                 | 雷(thunder)             | 21     | EXO-M EXO-CBX        |                        |
|            | チャンヨル | CHANYEOL | 찬열   | パク・チャンヨル   | 박찬열 | 朴찬열 | 1992年11月27日（32歳） | 韓国ソウル特別市   | メインラッパー、サブボーカル   | 火(fire)                | 61     | EXO-K EXO-SC         |                        |
|            | ディオ     | D.O.     | 디오   | ド・ギョンス       | 도경수 | 都敬秀 | 1993年1月12日（32歳）  | 韓国京畿道高陽市   | メインボーカル                 | 力(force)               | 12     | EXO-K                |                        |
|            | カイ       | KAI      | 카이   | キム・ジョンイン   | 김종인 | 金鐘仁 | 1994年1月14日（31歳）  | 韓国全羅南道順天市 | メインダンサー                 | 瞬間移動(teleportation) | 88     | EXO-K SuperM         |                        |
|            | セフン     | SEHUN    | 세훈   | オ・セフン         | 오세훈 | 吳世勳 | 1994年4月12日（31歳）  | 韓国ソウル特別市   | リードラッパー,リードダンサー  | 風(wind)                | 94     | EXO-K EXO-SC         | 最年少                 |

### 旧メンバー
| 顔写真一覧 | 芸名   | 芸名  | 芸名   | 本名             | 本名     | 本名   | 生年月日              | 出身地               | ポジション                     | 架空設定能力           | 背番号 | 備考                        |
| 顔写真一覧 | カナ   | 英語  | 韓国語 | カナ             | 韓国語   | 中国語 | 生年月日              | 出身地               | ポジション                     | 架空設定能力           | 背番号 | 備考                        |
| ---------- | ------ | ----- | ------ | ---------------- | -------- | ------ | --------------------- | -------------------- | ------------------------------ | ---------------------- | ------ | --------------------------- |
|            | ルハン | LUHAN | 루한   | ルー・ハン       | 루한     | 鹿晗   | 1990年4月20日（35歳） | 中国北京市海淀区     | メインボーカル、リードダンサー | 念力(telekinesis)      | 7      | 2014/10/10脱退              |
|            | クリス | KRIS  | 쿠리스 | ウー・イーファン | 우이판   | 呉亦凡 | 1990年11月6日（34歳） | カナダバンクーバー市 | メインラッパー                 | 飛行(flight)           | 00     | EXO-Mリーダー 2014/5/15脱退 |
|            | タオ   | TAO   | 타오   | ファン・ズータオ | 황쯔타오 | 黄子韜 | 1993年5月2日（32歳）  | 中国山東省青島市     | リードラッパー、サブボーカル   | 時間操作(time control) | 68     | 2015/4/23脱退               |

## 来歴
2011年11月、SMから2012年に男性グループがデビューすることが明らかになり、12月22日0時にSM公式サイトにて新人グループの誕生を示唆するロゴとタイマーつきのポップアップウィンドウが登場、100日間プロモーションが開始した。12月23日、0時にカウントダウン終了、カイの予告映像が公開、EXO-KとEXO-Mのメンバー構成は公表されなかった。
2012年1月30日、1stプロローグシングル『What is Love』を発表。3月9日、2ndプロローグシングル『History』を発表。3月31日、ソウルでデビュー告知から100日目記念となるショーケースを開催。、4月1日、北京でEXO-KとEXO-Mの合同デビューショーケース開催。4月8日、EXO-Kが韓国、EXO-Mが中国でデビューステージを行い正式デビュー4月9日、デビューミニアルバム『MAMA』を発売。
2013年6月14日、『ミュージックバンク』で初の音楽番組1位を獲得。7月、『週刊アイドル』初出演で番組史上最高視聴率を獲得。8月、『週刊アイドル』再出演で番組史上最高視聴率を更新。初の冠番組『EXO's Showtime』が放送開始。12月27日付けで1stフルアルバムが韓国音楽界12年ぶりのミリオンセラーを記録。2013年発売のアルバムの累計売上枚数が144万枚を突破。
2014年4月日本初の単独ファンイベント「EXO Greeting Party in Japan "Hello!"」開催。5月15日クリスがSMに対する専属契約効力の不存在確認訴訟を起こし離脱。8月日本の公式ファンクラブEXO-L-JAPANが設立。初単独コンサートツアー「EXO from. EXO Planet #1 - The Lost Planet」を開催。10月10日ルハンがSMに対する専属契約効力の不存在確認訴訟を起こし離脱。
2015年1月2日、デビュー1000日目当日にKBS『ミュージックバンク』で『December, 2014 (The Winter's Tale)』が1位を獲得。3月18日、公式アカウント@PathcodeEXOがTwitterとWeiboで開設。4月、初の日本公式ファンクラブイベント「EXO-L-JAPAN Fanclub Event 2015 "EXO CHANNEL"」開催。8月24日タオがSMに対する専属契約効力の不存在確認の訴訟を起こし離脱。11月4日、シングル『Love Me Right 〜romantic universe〜』で日本デビュー。
2016年3月、『non-no』4月号の創刊45周年号にて海外男性グループ初の表紙モデルに起用。7月、3rd単独コンサートツアー「EXO Planet #3 - The EXO'rDIUM」で歌手単独公演史上初の体操競技場6回公演を記録。クリスとルハンの訴訟が終結、専属契約は2022年まで有効存続し中国内活動の売上をSMに一部支給する旨決定した。8月、発売の3rdリパッケージ『Lotto』の同名タイトル曲が特定商品名 (宝くじロト) の言及にあたるとしてKBSとMBCから放送非適格判定を受け、KBSとMBCでの番組出演時は曲名および歌詞を『Louder』に修正。10月31日、チェン、ベクヒョン、シウミンによる初ユニットEXO-CBXが誕生した。12月11日、大阪京セラドーム公演で単独コンサート100回を達成。2016年発売のアルバム累計売上枚数が12月27日基準で213万枚を突破。12月、Mnet Asian Music Awardsで大賞4連覇達成。
2017年5月24日、EXO-CBX日本デビュー。第31回ゴールデンディスク賞アルバム部門、第26回ソウル歌謡大賞の両方で歴代初の大賞4連覇を記録。7月8日、Twitter公式アカウント開設。4thフルアルバム『THE WAR』が8月11日基準で101万2021枚の売上を達成、リパッケージアルバム販売前の最短24日でミリオンセラー、過去の3作品含めクワドラプルミリオンを記録。7月11日付けで『Wolf』朝鮮語版MVのYouTube再生回数が1億回突破、『Growl』『Overdose』『Call Me Baby』『Monster』各朝鮮語版MVと合わせ再生回数1億回以上のMVが5曲となった。9月14日付けで韓国音楽番組1位獲得総数が100回に到達、『M COUNTDOWN』で5部門すべて満点の合計11000点満点で100回目の1位を達成。11月、第8回大韓民国大衆文化芸術賞で国務総理から表彰された。
2018年2月5日、平昌オリンピックに際し、メンバーのベクヒョンが「IOC総会開会式」にて韓国代表として国歌斉唱をし、25日にEXOが「2018平昌冬季オリンピック閉幕式」で『Growl』や『Power』を披露した。同年2月に『EXO Planet #4 - The Elyxion 』日本公演を開催。5・6月にはEXO－CBXの初となる日本ツアーを行い、7月には4度目の日本ファンクラブイベント『EXO-L JAPAN presents EXO CHANNEL "ADVENTURE"』を開催した。
2023年6月1日にベクヒョン、シウミン、チェンがSMエンタテインメントに専属契約の解除を通知したが、6月19日に和解し契約を維持するとの共同声明を出した。9月12日、ファンコミュニティプラットフォーム「Weverse」に参加した。

## 作品

### 韓国

#### スタジオアルバム
- XOXO (KISS&HUG) (2013年)
- EXODUS (2015年)
- EX'ACT (2016年)
- THE WAR (2017年)
- DON'T MESS UP MY TEMPO (2018年)
- OBSESSION (2019年)
- EXIST (2023年)

#### リパッケージアルバム
- XOXO (KISS&HUG) Repackage (2013年)
- LOVE ME LIGHT (2015年)
- LOTTO (2016年)
- THE WAR: THE POWER OF MUSIC (2017年)
- LOVE SHOT (2018年)

#### ミニアルバム
- MAMA (2012年)
- Overdose (2014年)

#### ウィンターアルバム
- Miracles in December (2013年)
- Sing For You (2015年)
- For Life (2016年)
- Universe (2017年)

#### スペシャルアルバム
- DON'T FIGHT THE FEELING (2021年)

#### デジタルシングル
- What is Love (2012年) -「MAMA」に収録
- History (2012年) -「MAMA」に収録
- Lightsaber (2015年) -「Sing For You」に収録
- Dancing King (2016年、EXO×ユ・ジェソク) -「S.M. STATION Season1」に収録
- Monster - LDN Noise Creeper Bass Remix (2016年)
- Power - Remixes (2017年)
- Let Me In (2023年)
- Hear Me Out (2023年)

#### ライブCD
- EXOLOGY Chapter 1: The Lost Planet (2014年)
- EXO PLANET #3 - The EXO’rDIUM [dot] in Seoul (2017年)
- EXO PLANET #4 - The EℓXiOn [dot] (2019年)
- EXO PLANET #5 - EXplOration (2020年)

#### OST
- 美好的意外 (2016年、スホ×チェン) - 中国映画『美好的意外』OST[51]

#### 映像作品
- EXO's First Box (2014年) - DVD
- EXO from. EXO Planet #1 - The Lost Planet in Seoul (2015年) - DVD
- EXO's Second Box (2015年) - DVD
- EXO Planet #2 - The EXO'luXion in Seoul (2016年) - DVD
- EXO Planet #3 - The EXO'rDIUM in Seoul (2017年) - DVD
- from happiness (2017年) - DVD
- EXO planet #4 - The EXO'ElyXion in Seoul (2018年) - DVD
- EXO planet #5 - EXplOration in JAPAN (2019年）- DVD,Blu-ray
- EXO planet #5 - EXplOration in Seoul (2020年）- DVD

#### 写真集
- dIE JUNGS (2014年)[52]
- EXOLOGY Chapter 1: On Stage & Off Stage (2014年)[53]
- EXO Planet #2 The EXO'luXion (2016年)[54]
- dear happiness (2016年)[55]

### 日本

#### アルバム
- COUNTDOWN (2018年)[56]

#### シングル
- Love Me Right 〜romantic universe〜 (2015年)[57]
- Coming Over (2016年)[57]

#### デジタルシングル
- Lightsaber Japanese Ver. (2015年)[57]

#### OST
- Lovin' You Mo' (2018年) - カイ主演ドラマ『春が来た』主題歌、「COUNTDOWN」収録[58]

#### 映像作品
- EXO from. EXO Planet #1 - The Lost Planet in Japan (2015年)[57] - DVD、Blu-ray
- EXO Planet #2 - The EXO'luXion in Japan (2016年) - DVD、Blu-ray
- EXO Documentary TV Show EXO CHANNEL (2016年) - DVD、Blu-ray[57]
- EXO NEXT DOOR～私のお隣さんはEXO～(2016年) - 3DVD[59]
- EXO Planet #3 - The EXO'rDIUM in Japan (2017年) - DVD、Blu-ray
- EXO Planet #4 - The EXO ElyXion in Japan (2018年) - DVD、Blu-ray

## 出演

### リアリティ番組
- EXO's Showtime(2013年11月28日 - 2月13日、全12回)[60]
- XOXO EXO/熱い瞬間(2014年5月9日 - 30日、全4回)[61]
- EXO 90:2014(2014年8月15日 - 10月31日、全11回)[62]
- EXO CHANNEL(2015年8月7日 - 12月、全21回)[63]

### ドラマ
- Naver TVcast「EXO Next Door ～私のお隣さんはEXO～」(2015年4月9日 - 5月28日、全16回)[64]

### ミュージックビデオ
- チェ・ジウ他「You're so Beautiful ver.2」(2014年)
- チェ・ジウ他「LOTTE DUTY FREE」(2015年)

### 広告
| 年度        | 広告名                                   | 参加メンバー                                       | 参考   |
| ----------- | ---------------------------------------- | -------------------------------------------------- | ------ |
| 2012        | カルバン・クラインジーンズ               | EXO-K                                              | [ 65 ] |
| 2012        | LG生活健康The Face Shop                  | EXO-K                                              | [ 66 ] |
| 2012        | コカ・コーラSunny 10 Blast               | EXO-K                                              | [ 67 ] |
| 2012        | 現代自動車                               | ルハン、カイ、ウニョク、ヒョヨン、テミン、ヘンリー |        |
| 2012        | サムスン電子スマートPC                   | EXO-K                                              | [ 68 ] |
| 2012 - 2013 | アイビークラブ制服                       | EXO-K、キム・ユジョン                              |        |
| 2013        | Trugen スーツ 2013 F/W Fall/Winter       | EXO                                                |        |
| 2013        | SKテレコム                               | EXO、ソルリ、ユナ                                  | [ 69 ] |
| 2013        | Kolon Sportダウンジャケット              | EXO-K                                              |        |
| 2013        | CJ E&M Mobile Game                       | EXO                                                |        |
| 2013 - 2020 | NATURE REPUBLIC                          | EXO、テヨン                                        | [ 70 ] |
| 2014        | ロッテクランキーチョコレート             | EXO                                                | [ 71 ] |
| 2014        | ロッテ免税店                             | EXO、イ・ミンホ                                    | [ 72 ] |
| 2014        | Kolon Sport - EXO'S MOVE XO              | EXO                                                |        |
| 2014        | コカ・コーラSunny 10 Blast               | EXO                                                |        |
| 2014        | Beautiful Talk                           | EXO-M                                              |        |
| 2014        | クールスピード                           | EXO                                                |        |
| 2014        | ロッテワールドコンアイスクリーム         | EXO-K                                              |        |
| 2014        | オールピープルファイティングモンスターズ | EXO                                                |        |
| 2014        | バスキン・ロビンス                       | EXO-K                                              | [ 73 ] |
| 2014        | 中国KFCコーポレーション                  | EXO                                                | [ 74 ] |
| 2014 - 2015 | MCM                                      | EXO                                                |        |
| 2014 - 2016 | アイビークラブ学生服                     | EXO、アイリーン                                    |        |
| 2014 - 現在 | ロッテペペロ                             | EXO-K                                              | [ 75 ] |
| 2015        | SPAO                                     | EXO、AOA                                           |        |
| 2015        | マスターコングアイスブラックティー       | EXO                                                |        |
| 2015        | ロッテワールド                           | EXO                                                |        |
| 2016        | ハットズ・オン                           | EXO                                                |        |
| 2016        | Goobneフライドチキン                     | EXO                                                | [ 76 ] |
| 2016        | スケッチャーズ                           | EXO                                                |        |
| 2016        | AWA                                      | EXO                                                | [ 77 ] |
| 2016        | セブンイレブン                           | EXO                                                | [ 78 ] |
| 2016        | ポテトチップスLays                       | レイ                                               |        |
| 2016        | Laiya Group                              | レイ                                               |        |
| 2016        | Mentos                                   | レイ                                               |        |
| 2017        | ソウル旅行                               | EXO                                                |        |
| 2017        | コンバース                               | レイ                                               |        |
| 2017        | Ray-Ban                                  | レイ                                               |        |
| 2018        | MLBベースボールキャップ                  | EXO                                                |        |
| 2018        | エルメネジルド ゼニア                    | セフン、ウィリアム・チャン                         |        |
| 2018        | MAC                                      | レイ                                               |        |
| 2018        | 春と夏                                   | レイ                                               |        |
| 2019        | リトル・ボス                             | セフン                                             |        |
| 2020        | TIR TIR                                  | ベクヒョン                                         |        |
| 2020        | BURBERRY                                 | ベクヒョン                                         |        |
| 2020        | ヴァレンティノ                           | レイ                                               |        |
| 2020        | PRADA                                    | チャンヨル                                         |        |
| 2020        | Dr.Jart＋                                | セフン                                             |        |
| 2020        | カルティエ                               | セフン、ジス                                       |        |
| 2020        | SOME BY ME                               | セフン                                             |        |
| 2020        | Dior メンズ                              | セフン                                             |        |
| 2020        | ナシフィック                             | チャンヨル                                         |        |
|             |                                          |                                                    |        |
| 2021        | GUCCI                                    | カイ                                               | [ 79 ] |
| 2021        | ライフファーム                           | ベクヒョン                                         |        |
| 2021 - 現在 | Dior                                     | セフン                                             |        |
| 2022 - 現在 | ANUA                                     | スホ                                               | [ 80 ] |
| 2022 - 現在 | ホワイトラボ                             | セフン                                             |        |

- IVYclub[81]

### 広報大使
- 青少年赤十字広報大使※EXO-K(2012年)[82]
- 江南区観光広報大使(2014年)[83]
- ファッションコード2014広報大使(2014年)[84]
- Samsung南京ユースオリンピックキャンペーン広報大使(2014年)[85]
- Cフェスティバル広報大使(2014年)[86]

## 受賞歴

### 表彰
| 表彰日 | 表彰日   | 式名                        | 内容                   |
| ------ | -------- | --------------------------- | ---------------------- |
| 2014   | 1月9日   | 大韓赤十字社表彰式          | RCY広報大使表彰※EXO-K  |
| 2014   | 11月17日 | 第5回大韓民国大衆文化芸術賞 | 文化体育観光部長官表彰 |
| 2017   | 11月3日  | 第8回大韓民国大衆文化芸術賞 | 国務総理表彰           |

### 受賞
| 2013 | 1月15日 | 第27回アルバム部門 | 新人賞※EXO-K            |
| 2014 | 1月16日 | 第28回アルバム部門 | 大賞                    |
| 2014 | 1月16日 | 第28回アルバム部門 | 本賞                    |
| 2015 | 1月15日 | 第29回アルバム部門 | 大賞                    |
| 2015 | 1月15日 | 第29回アルバム部門 | 本賞                    |
| 2016 | 1月21日 | 第30回アルバム部門 | 大賞                    |
| 2016 | 1月21日 | 第30回アルバム部門 | 本賞                    |
| 2016 | 1月21日 | 第30回アルバム部門 | グローバル人気賞        |
| 2017 | 1月14日 | 第31回アルバム部門 | 大賞（4連覇）           |
| 2017 | 1月14日 | 第31回アルバム部門 | 本賞                    |
| 2017 | 1月14日 | 第31回アルバム部門 | CeCiアジアアイコン賞    |
| 2018 | 1月11日 | 第32回アルバム部門 | 本賞                    |
| 2018 | 1月11日 | 第32回アルバム部門 | geineミュージック人気賞 |
| 2018 | 1月11日 | 第32回アルバム部門 | CeCiアジアアイコン賞    |
| 2018 | 1月11日 | 第32回アルバム部門 | グローバル人気賞        |
| 2019 | 1月6日  | 第33回アルバム部門 | 本賞                    |
| 2021 | 1月10日 | 第35回アルバム部門 | 本賞                    |

| 2013 | 1月31日 | 第22回 | 新人賞※EXO-K         |
| 2014 | 1月23日 | 第23回 | 大賞                 |
| 2014 | 1月23日 | 第23回 | 本賞                 |
| 2014 | 1月23日 | 第23回 | デジタル音源賞       |
| 2015 | 1月22日 | 第24回 | 大賞                 |
| 2015 | 1月22日 | 第24回 | 本賞                 |
| 2015 | 1月22日 | 第24回 | iQIYI人気賞          |
| 2016 | 1月14日 | 第25回 | 大賞                 |
| 2016 | 1月14日 | 第25回 | 本賞                 |
| 2016 | 1月14日 | 第25回 | 韓流特別賞           |
| 2017 | 1月19日 | 第26回 | 大賞（4連覇）        |
| 2017 | 1月19日 | 第26回 | 本賞                 |
| 2017 | 1月19日 | 第26回 | ファンダムスクール賞 |
| 2018 | 1月25日 | 第27回 | 本賞                 |
| 2018 | 1月25日 | 第27回 | 韓流特別賞           |
| 2018 | 1月25日 | 第27回 | ファンダムスクール賞 |
| 2019 | 1月15日 | 第28回 | 本賞                 |
| 2019 | 1月15日 | 第28回 | 韓流特別賞           |
| 2020 | 1月30日 | 第29回 | 本賞                 |
| 2020 | 1月30日 | 第29回 | 韓流特別賞           |
| 2020 | 1月30日 | 第29回 | 人気賞               |
| 2020 | 1月30日 | 第29回 | QQミュージック人気賞 |
| 2022 | 1月23日 | 第31回 | 韓流特別賞           |

| 2012 | 11月30日 | ニューアジアンアーティストグループ賞 |
| 2013 | 11月22日 | 今年のアルバム賞                     |
| 2014 | 12月3日  | 今年のアルバム賞                     |
| 2014 | 12月3日  | 今年の歌手賞                         |
| 2014 | 12月3日  | ベスト男性グループ賞                 |
| 2014 | 12月3日  | ベストアジアンスタイル賞             |
| 2015 | 12月2日  | 今年のアルバム賞                     |
| 2015 | 12月2日  | ベスト男性グループ賞                 |
| 2015 | 12月2日  | ベストアジアンスタイル賞             |
| 2015 | 12月2日  | グローバルファンチョイス賞           |
| 2016 | 12月2日  | 今年のアルバム賞                     |
| 2016 | 12月2日  | ベスト男性グループ賞                 |
| 2016 | 12月2日  | ベストアジアンスタイル賞             |
| 2017 | 11月29日 | 今年のアルバム賞（５連覇）           |
| 2019 | 12月4日  | グローバルファンチョイス賞           |

| 2013 | 11月14日 | ベストソング賞                       |
| 2013 | 11月14日 | トップ10賞                           |
| 2013 | 11月14日 | ネットユーザー人気賞                 |
| 2014 | 11月13日 | トップ10賞                           |
| 2015 | 11月7日  | アルバム賞                           |
| 2015 | 11月7日  | トップ10賞                           |
| 2016 | 11月19日 | アーティスト賞                       |
| 2016 | 11月19日 | トップ10賞                           |
| 2016 | 11月19日 | ネットユーザー人気賞                 |
| 2016 | 11月19日 | カカオホットスター賞                 |
| 2016 | 11月19日 | ミュージックスタイル賞ダンス男性部門 |
| 2017 | 12月2日  | アーティスト賞（5年連続大賞受賞）    |
| 2017 | 12月2日  | トップ10賞                           |
| 2017 | 12月2日  | ネットユーザー人気賞                 |
| 2017 | 12月2日  | ベストダンス男性賞                   |

| 2014 | 2月12日 | 第3回 | 今年の歌手賞アルバム部門 | 第3四半期 |
| 2014 | 2月12日 | 第3回 | 今年の歌手賞アルバム部門 | 第4四半期 |
| 2014 | 2月12日 | 第3回 | 今年の人気賞             |           |
| 2015 | 1月28日 | 第4回 | 今年の歌手賞アルバム部門 | 第2四半期 |
| 2015 | 1月28日 | 第4回 | ファン投票人気賞         |           |
| 2016 | 2月17日 | 第5回 | 今年の歌手賞アルバム部門 | 第1四半期 |
| 2016 | 2月17日 | 第5回 | 今年の歌手賞アルバム部門 | 第2四半期 |
| 2016 | 2月17日 | 第5回 | 今年の歌手賞アルバム部門 | 第4四半期 |
| 2016 | 2月17日 | 第5回 | ファン投票人気賞         |           |
| 2017 | 2月22日 | 第6回 | 今年の歌手賞アルバム部門 | 第2四半期 |
| 2017 | 2月22日 | 第6回 | 今年の歌手賞アルバム部門 | 第3四半期 |
| 2017 | 2月22日 | 第6回 | ファン投票人気賞         |           |
| 2018 | 2月14日 | 第7回 | デジタルアルバム部門     | 7月       |
| 2019 | 1月23日 | 第8回 | 今年の歌手賞アルバム部門 | 第4四半期 |

| 2016 | 11月16日 | 第1回歌手部門 | 大賞             |
| 2016 | 11月16日 | 第1回歌手部門 | アジアスター賞   |
| 2016 | 11月16日 | 第1回歌手部門 | バイドゥスター賞 |
| 2016 | 11月16日 | 第1回歌手部門 | 人気賞           |
| 2017 | 11月15日 | 第2回歌手部門 | 大賞             |
| 2017 | 11月15日 | 第2回歌手部門 | ファビュラス賞   |
| 2017 | 11月15日 | 第2回歌手部門 | 人気賞           |

| 2017 | 9月20日 | 第1回 | 大賞         |
| 2017 | 9月20日 | 第1回 | 本賞         |
| 2017 | 9月20日 | 第1回 | 新韓流人気賞 |

| 2014 | 3月28日 | 第11回 | ダンス＆エレクトロニック曲賞                     |
| 2014 | 3月28日 | 第11回 | ネットユーザーが選んだ今年の音楽家グループ部門賞 |

| 2012 | 11月28日 | 第19回 | 新人歌手賞※EXO-K |
| 2014 | 2月8日   | 第20回 | グループ歌手賞   |

| 2013 | 12月27日 | KBS歌謡祭          | 今年の歌賞     |
| 2014 | 12月21日 | SBS歌謡大祭典      | アルバム賞     |
| 2014 | 12月21日 | SBS歌謡大祭典      | 男性グループ賞 |
| 2014 | 12月21日 | SBS歌謡大祭典      | トップ10賞     |
| 2014 | 12月29日 | MBC放送芸能大賞    | 歌手部門人気賞 |
| 2015 | 9月3日   | 第42回韓国放送大賞 | 歌手賞         |
| 2015 | 12月29日 | MBC放送芸能大賞    | 歌手部門人気賞 |

| 2016 | 2月27日 | 第30回 | アジアニュー・アーティスト・オブ・ザ・イヤー |
| 2016 | 2月27日 | 第30回 | アジアベスト3ニュー・アーティスト            |

| 2013 | 4月13日 | 第1回 | 投票部門         | 中国最高人気歌手賞※EXO-M     |
| 2013 | 4月13日 | 第1回 | データ部門       | 中国最高新人グループ賞※EXO-M |
| 2014 | 4月15日 | 第2回 | 選考委員部門     | 韓国年間アルバム賞           |
| 2015 | 4月11日 | 第3回 | 作品部門         | 韓国年間アルバム賞           |
| 2016 | 4月10日 | 第4回 | 作品部門         | 韓国年間アルバム賞           |
| 2017 | 4月8日  | 第5回 | アーティスト部門 | アジア最高影響力グループ賞   |

| 2012 | 9月17日 | 第5回新人盛典  | 今年の最高人気グループ賞※EXO-M |
| 2012 | 9月17日 | 第5回新人盛典  | ベストドレッサー賞             |
| 2013 | 4月14日 | 第13回年度盛典 | 最高人気グループ賞※EXO-M       |
| 2013 | 12月6日 | 第6回新人盛典  | 今年の最高人気グループ賞※EXO-M |
| 2013 | 12月6日 | 第6回新人盛典  | 最高グループ賞                 |
| 2016 | 4月9日  | 第16回年度盛典 | 今年の人気グループ賞           |
| 2016 | 4月9日  | 第16回年度盛典 | 今年最高の海外グループ賞       |

| 2014 | 12月13日 | 第8回中国モバイル無線音楽授賞式 | アジア最高人気グループ賞     |
| 2014 | 12月13日 | 第8回中国モバイル無線音楽授賞式 | 最高パフォーマンス賞         |
| 2015 | 1月8日   | 第14回華鼎奨音楽授賞式          | グローバル最高人気グループ賞 |
| 2015 | 1月16日  | 全視頻之夜                      | アジア最高グループ賞         |
| 2015 | 1月16日  | 全視頻之夜                      | アジア最高パフォーマンス賞   |

| 2013 | 9th  | 今年の歌賞               |
| 2014 | 10th | 今年のアーティスト賞     |
| 2014 | 10th | ベストボーイズグループ賞 |
| 2015 | 11th | 今年の歌賞               |
| 2016 | 12th | 今年のアーティスト賞     |
| 2016 | 12th | ベストボーイズグループ賞 |

### その他の受賞
| 受賞年 | 受賞年  | 式名                               | 賞名                                  |
| ------ | ------- | ---------------------------------- | ------------------------------------- |
| 2012   | -       | Arirang's Simply K-Pop Awards      | Super Idol Rookie of the Year※EXO-K   |
| 2012   | -       | タワーレコードK-Pop Lovers! Awards | 新人部門大賞                          |
| 2016   | -       | 重慶K-POPフェスティバル            | 最優秀賞大賞                          |
| 2017   | -       | ギネス世界記録2018                 | Mnet Asian Music Awards大賞最多受賞者 |
| 2017   | 11月2日 | ELLE Style Awards                  | スーパーK-POPグループ賞               |

| ランキング名                             | 内容                                               |
| ---------------------------------------- | -------------------------------------------------- |
| KBSミュージックバンク                    | 2015年1月2日『December, 2014 (The Winter's Tale)』 |
| 経済誌フォーブスコリアパワーセレブリティ | 2015年、2016年                                     |
| ボーイズグループブランド評判ランキング   | 2016年11月、2017年8月                              |
| 韓流スターバズ量調査                     | 2017年10月1週まで13週連続1位など                   |
| MelOn週間人気賞トップ20                  | 2016年9月4週、10月1週『Dancing King』              |

| 2015 | 週間Blu-ray総合3月30日付                               |
| 2016 | 第48回年間ランキング2015新人部門アーティスト別売上金額 |
| 2016 | 週間DVD音楽、週間DVD総合、週間Blu-ray総合※3月21日付    |
| 2016 | 総合ミュージック映像                                   |
| 2017 | 週間DVD音楽、週間DVD総合※3月20日付                     |

## コンサート

### 単独ツアー
| 2014 | 5月23～25日  | オリンピック公園体操競技場         |
| 2014 | 6月1、2日    | アジアワールド・エキスポ           |
| 2014 | 6月14日      | 武漢体育中心                       |
| 2014 | 6月28日      | 重慶市奥林匹克体育中心             |
| 2014 | 7月5日       | 成都市体育中心                     |
| 2014 | 7月11、12日  | 台北アリーナ                       |
| 2014 | 7月18、19日  | メルセデス・ベンツアリーナ         |
| 2014 | 7月27日      | 賀竜体育中心                       |
| 2014 | 8月2日       | 陝西省体育場                       |
| 2014 | 8月23日      | シンガポール・インドア・スタジアム |
| 2014 | 8月30日      | 広州国際体育演芸中心               |
| 2014 | 9月6日       | ジャカルタ ラパンガンDスナヤン     |
| 2014 | 9月13、14日  | インパクト・ムアントーンターニー   |
| 2014 | 9月20、21日  | 五棵松体育館                       |
| 2014 | 11月11～13日 | マリンメッセ福岡                   |
| 2014 | 11月18～20日 | 国立代々木競技場                   |
| 2014 | 12月22～24日 | 大阪城ホール                       |

| 2015 | 3月7、8日、13～15日 | オリンピック公園体操競技場               |
| 2015 | 5月30、31日         | メルセデス・ベンツ・アリーナ             |
| 2015 | 6月12、13日         | 台北アリーナ                             |
| 2015 | 6月20、21日         | インパクト・ムアントーンターニー         |
| 2015 | 7月18、19日         | マスターカード・センター                 |
| 2015 | 8月1日              | 成都スポーツセンター・スタジアム         |
| 2015 | 8月16、17日         | アジアワールドエキスポアリーナ           |
| 2015 | 8月22日             | 陝西省体育場                             |
| 2015 | 9月12日             | オリンピックスポーツセンター             |
| 2015 | 10月17日            | 広州国際スポーツアリーナ                 |
| 2015 | 10月31日、11月1日   | マリンメッセ福岡                         |
| 2015 | 11月6～8日          | 東京ドーム                               |
| 2015 | 11月13～15日        | 大阪ドーム （京セラドーム大阪）          |
| 2015 | 11月21日            | ザ・ベネチアン・マカオ・コタイ・アリーナ |
| 2015 | 12月12日            | 南京オリンピックスポーツセンター         |
| 2015 | 1月9、10日          | シンガポール・インドア・スタジアム       |
| 2015 | 1月23、24日         | モール・オブ・アジア                     |
| 2016 | 3月18～20日         | オリンピック公園体操競技場               |

| 2016 | 9月13、14日       | 広島県立総合体育館 （広島グリーンアリーナ）                         |
| 2016 | 10月2～4日        | マリンメッセ福岡                                                    |
| 2016 | 10月12、13日      | 北海道立真駒内公園屋内競技場 （真駒内セキスイハイムアイスアリーナ） |
| 2016 | 11月7～9日        | 名古屋市総合体育館 （日本ガイシホール）                             |
| 2016 | 11月30日、12月1日 | 東京ドーム                                                          |
| 2016 | 12月9～11日       | 大阪ドーム （京セラドーム大阪）                                     |

| 2017 | 11月24～26日    | 高尺スカイドーム                         |
| 2017 | 12月22～24日    | マリンメッセ福岡                         |
| 2018 | 1月27、28日     | さいたまスーパーアリーナ                 |
| 2018 | 2月10、11日     | 台北アリーナ                             |
| 2018 | 2月23、24日     | 大阪ドーム （京セラドーム大阪）          |
| 2018 | 3月3日          | シンガポール・インドア・スタジアム       |
| 2018 | 3月16、17、18日 | インパクトアリーナ                       |
| 2018 | 4月28日         | SMモールオブアジアアリーナ               |
| 2018 | 6月2、3日       | アジアワールドエキスポ                   |
| 2018 | 7月7日          | アクシアタアリーナ                       |
| 2018 | 7月13〜15日     | 高尺スカイドーム                         |
| 2018 | 8月10、11日     | ザ・ベネチアン・マカオ・コタイ・アリーナ |

### 単独コンサート
| 開催日 | 開催日   | 公演名                   | 会場             |
| ------ | -------- | ------------------------ | ---------------- |
| 2015   | 10月10日 | EXO-Love Concert in DOME | 高尺スカイドーム |

### ショーケース
| 開催日 | 開催日  | 会場                               |
| ------ | ------- | ---------------------------------- |
| 2012   | 3月31日 | ソウル                             |
| 2012   | 4月1日  | 北京                               |
| 2014   | 4月15日 | 蚕室体育館                         |
| 2016   | 6月8日  | オリンピック公園オリンピックホール |

### ファンミーティング
| 開催日 | 開催日        | 公演名                                       | 会場                     |
| ------ | ------------- | -------------------------------------------- | ------------------------ |
| 2014   | 4月11～13日   | EXO Greeting Party in Japan "Hello!"         | さいたまスーパーアリーナ |
| 2015   | 4月17～19日   | EXO-L-JAPAN Fanclub Event 2015 "EXO CHANNEL" | 横浜アリーナ             |
| 2016   | 5月1～3日     | EXO-L-JAPAN presents EXO CHANNEL "E.X.O"     | 日本武道館               |
| 2017   | 5月12～14日   | EXO-L-JAPAN presents EXO CHANNEL "EXO CUP"   | 幕張メッセ               |
| 2018   | 6月29～7月1日 | EXO-L-JAPAN presents EXO CHANNEL“ADVENTURE”  | 幕張メッセ               |
| 2023   | 4月15～16日   | EXO-L-JAPAN presents EXO CHANNEL “THE BEST”  | ベルーナドーム           |

### その他のコンサート
| 開催日 | 開催日      | 公演名                             |
| ------ | ----------- | ---------------------------------- |
| 2012   | 4月8日      | 第12回音楽風雲榜年度盛典※EXO-Mのみ |
| 2014   | 7月1日      | 香港ドームフェスティバル※EXO-Kのみ |
| 2014   | 8月17～18日 | Samsung Galaxy南京音楽節           |
| 2017   | 11月1日     | 平昌オリンピックG-100コンサート    |

| 開催日                                         | 公演名                         |
| ---------------------------------------------- | ------------------------------ |
| 2013年～2017年                                 | アジア・ソング・フェスティバル |
| 2012年※EXO-Mのみ、2013年、2017年               | KCON                           |
| 2013年3月※EXO-Kのみ、2013年9月、2014年、2016年 | MBC Korean Music Wave          |
| 2015年、2017年                                 | a-nation                       |